# Южен горбил
Южен горбил (Argyrosomus hololepidotus) е вид бодлоперка от семейство Sciaenidae. Видът е застрашен от изчезване.

## Разпространение и местообитание
Разпространен е в Мадагаскар.
Обитава сладководни и полусолени басейни, океани, морета, рифове и крайбрежия. Среща се на дълбочина от 24 до 108 m, при температура на водата от 15,9 до 27,8 °C и соленост 34,6 — 35,3 ‰.

## Описание
На дължина достигат до 2 m, а теглото им е максимум 71 kg.
Продължителността им на живот е не повече от 30 години.